# Acartauchenius praeceps
Acartauchenius praeceps là một loài nhện trong họ Linyphiidae.
Loài này thuộc chi Acartauchenius. Acartauchenius praeceps được Robert Bosmans miêu tả năm 2002.